# تاکاهاتن‌آمون

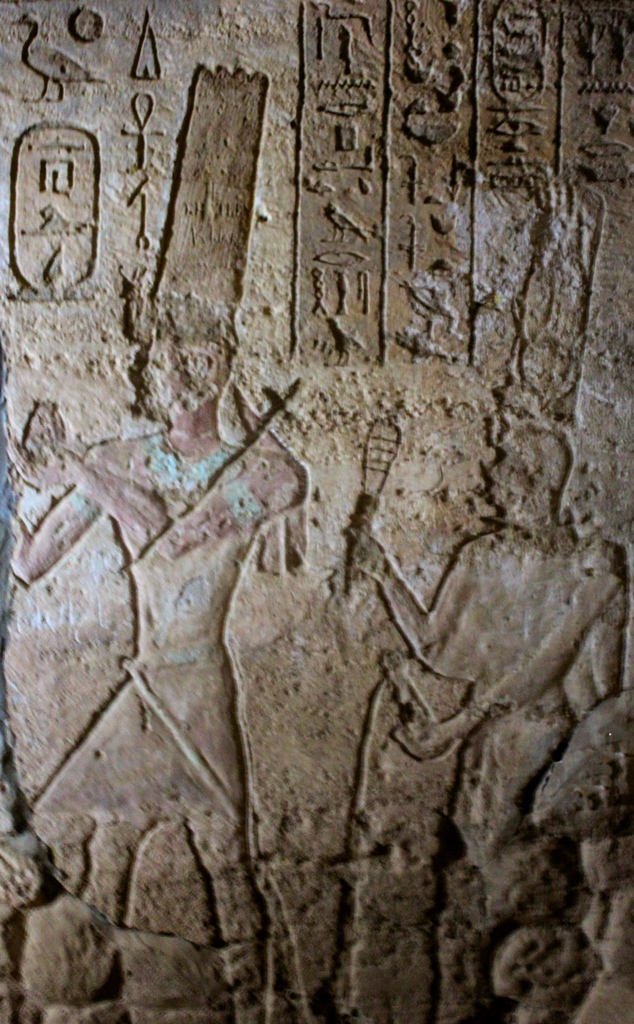
کوه بارکال، معبد موت: فرعون تهارقا، پشت سرش ملکه تاکاهاتن‌آمون در حال جغجغهٔ سیمی نیایش در حال اهدای پیشکشی به آمون و موت.

تاکاهاتن‌آمون (انگلیسی: Takahatenamun) ملکه همسر نوبه و مصر باستان در دوران دودمان بیست و پنجم مصر است.

## خانواده
تاکاهاتن‌آمون دختر پادشاه پیعنخی و فرعون تهارقا بود. او چندین عنوان داشت: بانوی نجیب (iryt p't)، برترین ستایش‌شده‌ها (wrt hzwt)، همسر پادشاه (hmt niswt)، بانوی همه زنان (hnwt hmwt nbwt)، و خواهر پادشاه (snt niswt).

## گواه تاریخی
تاکاهاتن‌آمون از تصویری در معبد موت در کوه بارکال شناخته شده است، که در آن، او در پشت فرعون تهارقا ایستاده است که به آمون و موت پیشکشی تقدیم می‌کند.
جرج اندرو ریسنر پیشنهاد کرد که تاکاهاتن‌آمون ممکن است در شهر باستانی «نوری» در سودان در مقبرهٔ شمارهٔ ۲۱ دفن شده باشد. با این حال، قدمت این مقبره به زمان حکمرانی پادشاه سنکامانیسکن می‌رسد، به این معنی که اگر ملکه در آنجا دفن می‌شد، باید در هفتاد سالگی یا بعد از آن مرده باشد.